# Coptodisca juglandiella
Coptodisca juglandiella is een vlinder uit de familie zilvervlekmotten (Heliozelidae). De wetenschappelijke naam is voor het eerst geldig gepubliceerd in 1874 door Chambers.
De soort komt voor in Europa.